# Ray-Ban Aviator

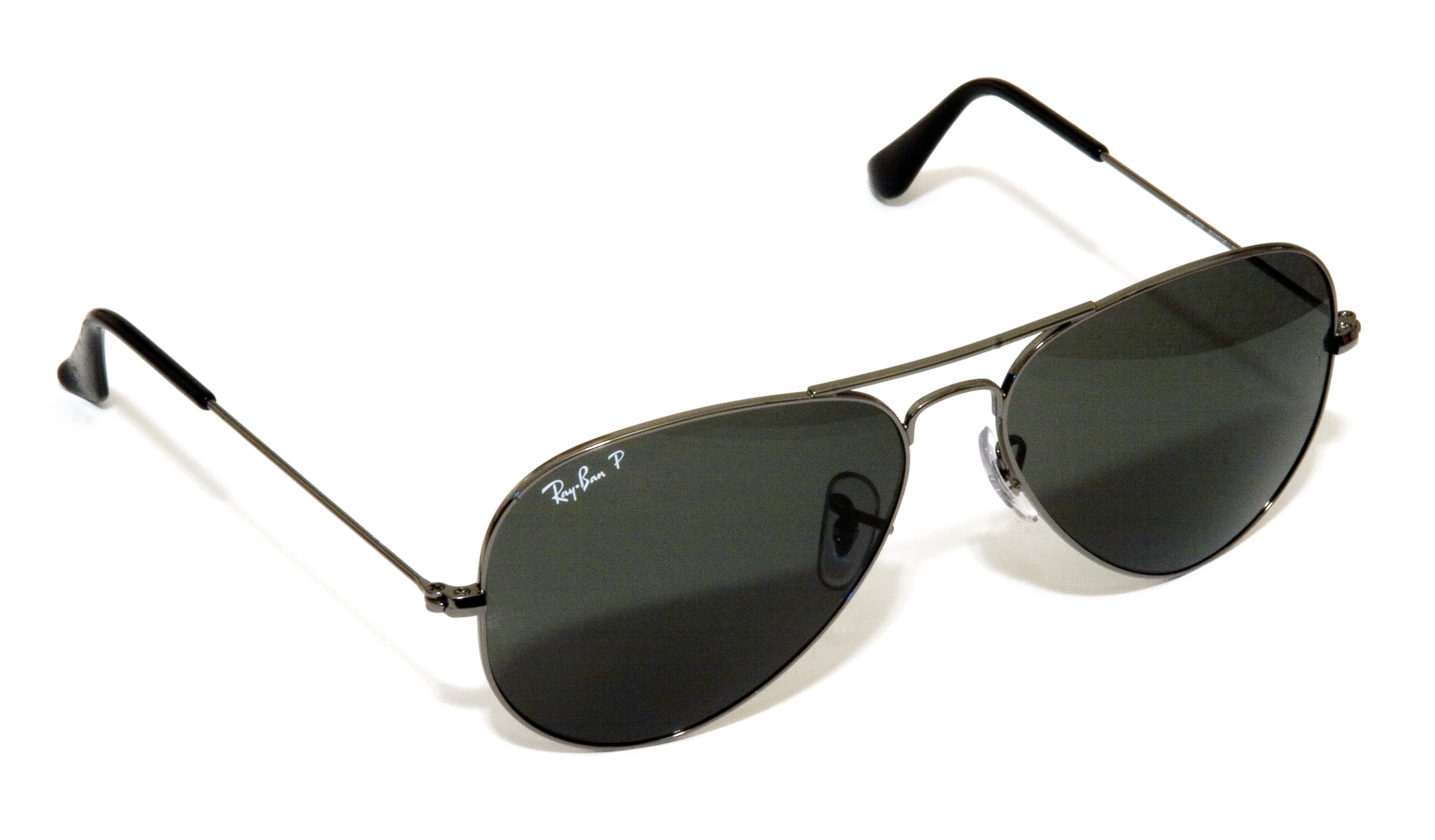
Ray-Ban Aviator (modelo RB3025)

Ray-Ban Aviator (Ray-Ban Aviador) é um modelo de óculos de sol desenvolvido pela Bausch & Lomb. O modelo Bausch & Lomb original era chamado de Óculos de sol Aviator (Óculos de sol Aviador), e hoje em dia é comercializado como Ray-Ban Aviator, embora outros fabricantes também produzam óculos de sol modelo aviador.

## Design
Os óculos de sol Ray-Ban Aviator são caracterizados por lentes escuras, muitas vezes reflexivas, com uma área de duas ou três vezes à área do globo ocular, e armação de metal muito fina, com ponte dupla ou tripla (chamada "furo de bala"), e ponteiras baioneta ou hastes de cabo flexível que prendem atrás das orelhas. O modelo original apresentava lentes de vidro temperado G-15, que deixa passar 15% da luz incidente. As grandes lentes não são planas, mas sim levemente convexas. O design tenta cobrir todo a área do olho humano e evitar ao máximo que luz vinda qualquer ângulo entre nos olhos.

## História

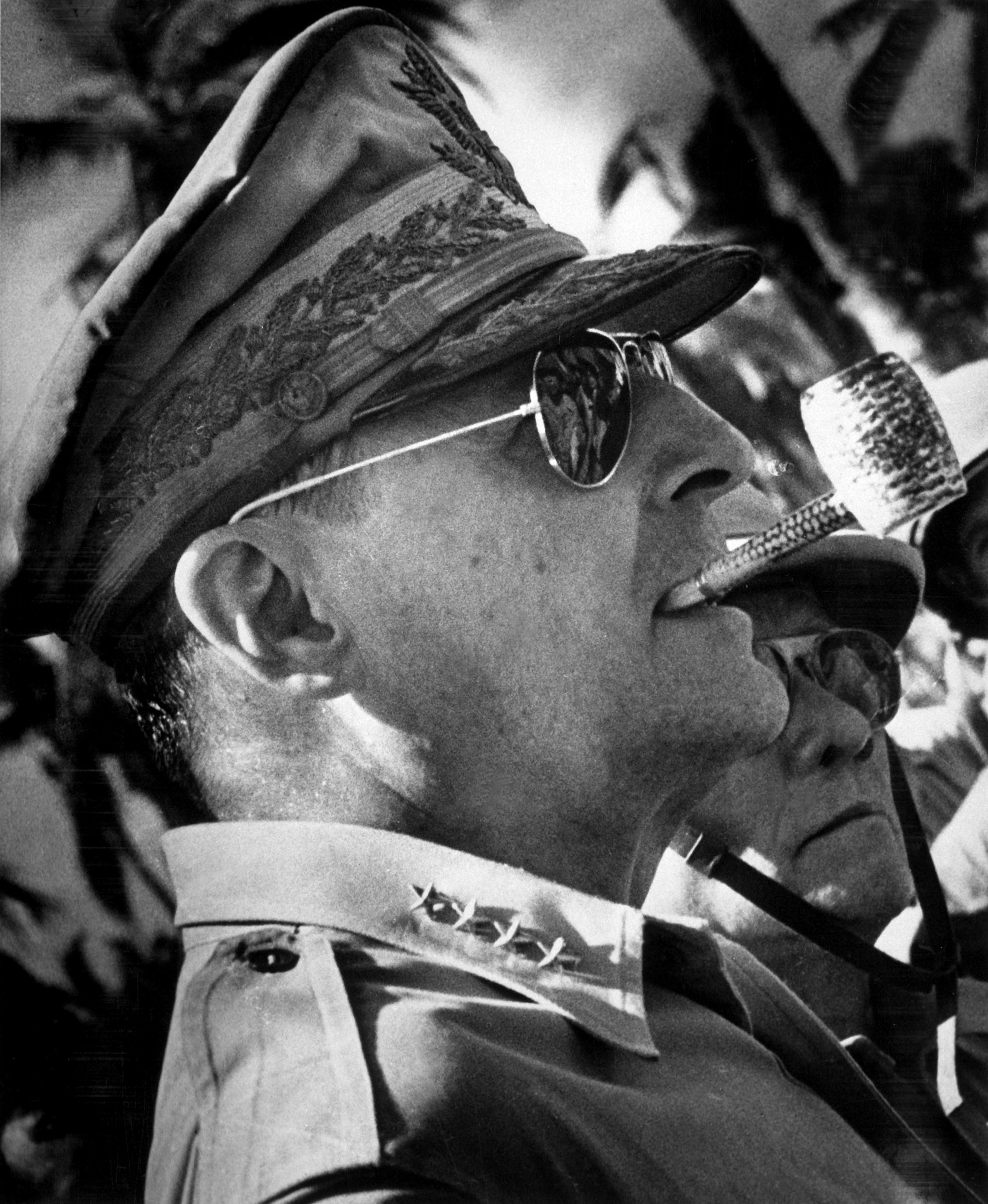
O visual icônico do General MacArthur incluía seu chapéu ornamentado, cachimbo de milho e óculos de sol Aviator

Os óculos de sol Aviator (Aviador), ou "óculos de piloto", foram originalmente desenvolvidos em 1936 pela Bausch & Lomb para que os pilotos protegessem seus olhos enquanto voavam, por isso o nome Aviator (aviador). Este estilo de óculos de sol é creditado com um dos primeiros modelos de óculos de sol a terem se tornado popular. Em seu uso militar, os óculos de sol substituíram os óculos de voo antiquados anteriormente utilizados, pois eram mais leves, mais finos e "mais elegantemente projetados". Escrevendo sobre a transição dos Aviator de equipamento militar à produto comercial, Vanessa Brown escreveu: "A Guerra foi uma... revelação da total força, da escala, do poder e do horror do mundo moderno... [o qual] necessitava de um novo tipo de comportamento militar, e deu origem às novas definições da postura heroica que viriam a ter uma influência profunda na moda moderna". Eventualmente, os óculos de sol Aviator produzidos pela Bausch & Lomb foram registrados como "Ray Ban".
O Aviator tornou-se um modelo bem conhecido de óculos de sol quando o General Douglas MacArthur pousou em uma praia nas Filipinas durante a Segunda Guerra Mundial e os fotógrafos dos jornais tiraram diversas fotos dele usando-os, as quais se tornaram-se uma imagem símbolo da Segunda Guerra Mundial. Em 1987, a Bausch & Lomb dedicou uma linha de óculos de sol ao General.

## Popularidade
Os primeiros anúncios do Ray-Ban Aviator afirmavam que eles forneceriam "proteção anti-reflexo realmente científica", e eram vendidos como equipamento esportivo. Nessa época, eles ainda não haviam ganho o nome de "Aviator", já que a Segunda Guerra Mundial ainda não havia começado. Além da popularidade na década de 1950, os Aviator foram populares na década de 1970, com armações coloridos, e tendo sido usados por figuras públicas como Michael Jackson e Elvis Presley. Durante a década de 1950, os óculos de sol Aviator fizeram parte do estilo cultural que imitava a cultura militar.